# Wolfgang Zankl
Wolfgang Zankl (* 9. September 1959 in Wien) ist ein österreichischer Jurist. Er ist Professor und stellvertretender Vorstand des Instituts für Zivilrecht der Universität Wien, ehemaliger Dekan der rechtswissenschaftlichen Fakultät der UFL Liechtenstein und ab Oktober 2024 Professor und Vorstand des Instituts für digitale Transformation und künstliche Intelligenz der SFU Wien und der SFU Berlin.

## Leben
Wolfgang Zankl wurde 1959 in Wien geboren und wuchs international auf (Deutschland, USA, Österreich und Spanien). Er studierte Rechtswissenschaften an der Universität Wien, promovierte dort 1983 zum Doktor der Rechtswissenschaften und habilitierte sich 1995 ebendort. Seine Habilitationsschrift Das gesetzliche Vorausvermächtnis des Ehegatten (u. a. über die Entwicklung des Rechtsinstituts der culpa in testando) wurde von der Österreichischen Notariatskammer 1994 mit dem ersten Kurt-Wagner-Preis ausgezeichnet.
Seit 1982 ist Zankl am Institut für Zivilrecht der Universität Wien beschäftigt, seit 1997 als Professor und seit 2023 als stellvertretender Vorstand. Zankl war Dekan an der UFL in Liechtenstein, Professor am Institut für Zivilrecht der Universität Graz, Lehrbeauftragter der Universität Leipzig sowie der Quadriga Hochschule Berlin und leitet das 2001 von ihm gegründete europäische zentrum für e-commerce und internetrecht, ein weltweites Netzwerk für Digitalisierungsrecht. Weiters war bzw. ist er Foundation Member der Hong Kong Computer Ethics Society, Contributor to „Machine Lawyering“ (Chinese University of Hong Kong), internationaler Direktor des Institute for Artificial Intelligence Law der Tianjin University, sowie Gutachter, Studienbeauftragter und Berater von Regierungen, Rechtsanwaltskanzleien, Kammern und Unternehmen (zuletzt va für führende IT-Konzerne/USA, zB Microsoft, Facebook). Zankl hat ferner verschiedene Internetdienste entwickelt, darunter eine der ersten österreichischen E-Learning-Plattformen (e-xam.at), zivilrechtliche Updates auf Facebook und Twitter (Zankl.update), sowie die erste juristische Crowd-Intelligence-Plattform www.checkmycase.com. Er leitet rechtswissenschaftlich das KI-Labor von MANZ sowie Veranstaltungen der MANZ-Rechtsakademie (Jahrestagungen Digitalisierungsrecht und Künstliche Intelligenz, Zertifikatslehrgang Digital Legal Expert).
Seine Forschungsschwerpunkte liegen im Zivil- und Digitalisierungsrecht, in denen er ca. 400 Fachpublikationen auf Deutsch, Englisch, Französisch und Spanisch veröffentlicht (darunter 20 Bücher) und in diesen Sprachen auf allen Kontinenten Vorträge gehalten hat.
Nach Beendigung seines aktiven Dienstes an der Universität Wien am 30. September 2024 wird Zankl ab 1. Oktober 2024 Professor und Vorstand des Instituts für digitale Transformation und künstliche Intelligenz der SFU Wien und Berlin.
Wolfgang Zankl ist neben seinem akademischen Wirken auch Kunstsammler und Sportler, woraus sich zahlreiche Synergien ergeben haben: Er war Marathon-, Arktis- und Antarktisläufer, Triathlet, Skipper (Segeltörns zB im Indischen Ozean, Atlantik/Karibik) und Motorradtourenfahrer (zB in Australien, Afrika und im Amazonasgebiet) und ist in diesen Bereichen zum Teil immer noch aktiv. Zu seinen Arktis- und Antarktisläufen hat er die Bücher „Arctic & Antarctic Run“ und „Arctic & Antarctic Law“ veröffentlicht und der Wiener Künstler Arnulf Rainer die Bilder „Von Pol zu Pol“ gemalt. Der tschechische Künstler Ondrej Kohout hat ihm aus diesem Anlass eine Bilderreihe gewidmet („Sport mit und ohne Recht“) und für die Praxisschrift zu Zankls 50. Geburtstag zur Verfügung gestellt. Neben  Beiträgen von Juristen enthält diese Schrift auch weitere künstlerische Abbildungen von Hermann Nitsch, Eva Vones und dem New Yorker Fotografen Rainer Hosch sowie einen Artikel des Schriftstellers Pavel Kohout.

## Werke
- Bürgerliches Recht. 10. Auflage. facultas, Wien 2023, ISBN 978-3-7089-2266-9.
- Zivilrecht 24. 4. Auflage. facultas, Wien 2023, ISBN 978-3-7089-2447-2.
- FlexLex Zivilrecht | Bürgerliches Recht│Studium. 4. Auflage. facultas/FlexLex, Wien 2023, ISBN 978-3-99071-276-4.
- FlexLex Digitalisierungsrecht. In: FlexLex. facultas, Wien 2023, ISBN 978-3-99071-174-3.
- FlexLex Digitalisierungsrecht | Studium. In: FlexLex. facultas, Wien 2023, ISBN 978-3-99071-212-2.
- Casebook Bürgerliches Recht. 11. Auflage. facultas, Wien 2022, ISBN 978-3-7089-2265-2.
- FlexLex Zivilrecht/Bürgerliches Recht. In: FlexLex. facultas, Wien 2022, ISBN 978-3-99071-181-1.
- Rechtshandbuch der Digitalisierung. Manz, Wien 2021, ISBN 978-3-214-02162-7.
- Lern- und Prüfungsmanual Bürgerliches Recht. facultas, Wien 2021.
- Bearbeitung der §§ 66 - 80 EheG in Schwimann/Kodek, Praxiskommentar zum ABGB. 5. Auflage. Band 2, 2020.
- Erbrecht. 9. Auflage. facultas, Wien 2019, ISBN 978-3-7089-1793-1.
- Wolfgang Zankl, Claus Spruzina: Der digitale Nachlass. Hrsg.: Zankl/Spruzina. Manz, Wien 2018, ISBN 978-3-214-02117-7.
- Kommentar zum E-Commerce-Gesetz. 2. Auflage. Verlag Österreich, 2016, ISBN 978-3-7046-6735-9.
- Arctic & Antarctic Run. In: Arctic vs. Antarctic. Band. Goldegg Verlag GmbH, 2011, ISBN 978-3-902729-50-7.
- Arctic & Antarctic Law. In: Arctic vs. Antarctic. Band 2. Goldegg Verlag GmbH, 2012, ISBN 978-3-902729-51-4.
- Online-Glücksspiel in Europa. facultas, 2011, ISBN 978-3-7089-0770-3.
- Online-Gaming in Europe. facultas, 2011, ISBN 978-3-7089-0771-0.
- Wolfgang Zankl (Hrsg.): Auf dem Weg zum Überwachungsstaat? facultas, 2009, ISBN 978-3-7089-0386-6.
- Bearbeitung der §§ 117–142 in Rechberger, Kommentar zum Außerstreitgesetz (2006)
- Erbrecht, in Reidinger, Bürgerliches Recht (2006)
- Das gesetzliche Vorausvermächtnis des Ehegatten. Manz, Wien 1996, ISBN 3-214-00822-6 (zugleich Habilitationsschrift).